# Флорино
Фло́рино (укр. Флорине, пол. Floryna) — село на Украине, находится в Бершадском районе Винницкой области.
Код КОАТУУ — 0520485603. Население по переписи 2001 года составляет 4571 человек. Почтовый индекс — 24405. Телефонный код — 4352. Занимает площадь 50,694 км².
На территории села есть школа (І—ІІІ), детский сад, фельдшерско-акушерский пункт, молочно-консервный завод "ROSHEN", церковь Покрова Пресвятой Богородицы, мужской Спасо-Преображенский монастырь, станция Одесской железной дороги.

## Адрес местного совета
24405, Винницкая область, Бершадский р-н, с. Флорино, ул. Чкалова, 142а